# Batxillerat
El batxillerat és l'etapa del sistema educatiu d'Espanya que s'inicia en acabar l'educació secundària (ESO). És una etapa no obligatòria destinada en principi a alumnes d'entre 16 i 18 anys. Consta de dos cursos acadèmics, 1r i 2n de Batxillerat.
Pot ser cursat en diferents modalitats a elecció de l'alumne. De la modalitat escollida depèn, entre altres coses, el tipus de via que pot ésser escollida si es volen fer les proves d'accés a la universitat (PAU). Des del curs 2008-2009, s'han produït modificacions en el Batxillerat. Ara és agrupat en tres modalitats:
- Humanitats i Ciències Socials
- Ciències i Tecnologia
- Arts

Normalment facilita l'entrada a la universitat o a cicles formatius de grau superior, però també permeten la incorporació directa al món laboral. En acabar els estudis, els alumnes que els hagin cursat satisfactòriament rebran el títol de Batxiller.
Normalment a tots els centres de Catalunya, es fa un treball de recerca (TDR o TR), un treball d'investigació que es fa entre 1r i 2n. És imprescindible aprovar-lo per rebre el títol.

## Matèries comunes
Hi ha una sèrie d'assignatures que tots els estudiants de batxillerat han de cursar durant els dos cursos que dura el programa. A Catalunya, aquestes són: Llengua catalana i literatura, Llengua castellana i literatura, Llengua estrangera (anglès, francès, alemany o italià), Educació física, Filosofia, Ciències del món contemporani, Història i Història de la filosofia. A més, cal desenvolupar i entregar, en finalitzar el 2n curs, el Treball de Recerca, que és de lliure elecció i per la qual cosa l'alumne requereix un tutor.

## Matèries de modalitat i específiques

### Humanitats i Ciències Socials
El batxillerat d'humanitats i ciències socials es pot fer quan s'acaba l'ESO, entre els 16 i els 18 anys. Les assignatures optatives per aquestes modalitats a Catalunya són: economia, economia de l'empresa, geografia, grec antic, història del món contemporani, història de l'art, literatura catalana, literatura castellana i literatura universal.

#### Humanitats
És un batxillerat que es fa dins l'àmbit humanístic. L'assignatura obligatòria per aquesta modalitat és la de llatí.

#### Ciències socials
És un batxillerat que es fa dins l'àmbit de les ciències socials. L'assignatura obligatòria per aquesta modalitat és la de matemàtiques aplicades a les ciències socials.

### Ciències i Tecnologia
El batxillerat de ciències i tecnologia es pot fer quan s'acaba l'ESO, entre els 16 i 18 anys i es fa dins l'àmbit científic i tecnològic. L'assignatura obligatòria per aquesta modalitat és la de matemàtiques. Les assignatures optatives per aquestes modalitats són: biologia, ciències de la Terra i el medi ambient, dibuix tècnic, electrotècnia, física, química i tecnologia industrial.

### Arts
El batxillerat d'arts es pot fer quan s'acaba l'ESO, entre els 16 i 18 anys i es fa dins l'àmbit artístic. L'assignatura obligatòria per aquesta modalitat és la d'història i fonaments de les arts. Les assignatures optatives per aquestes modalitats a Catalunya són: anàlisi musical, anatomia aplicada, arts escèniques, cultura audiovisual, dibuix artístic, dibuix tècnic, disseny, història del món contemporani, literatura catalana, literatura castellana, literatura universal, llenguatge i pràctica musical i volum.

### Matèries específiques
Els alumnes poden escollir cursar una altra assignatura de la modalitat que cursi i una segona llengua estrangera. També poden fer estades a empreses. Cada centre ofereix diferents matèries específiques. Les matèries específiques comunes a tots els centres de Catalunya són: llengua i cultura occitanes (impartida només per l'IOC), història de la música i la dansa, psicologia, sociologia, tècniques d'expressió gràfico-plàstica i religió.

## Història
En l'ensenyament espanyol (i hispanoamericà) dels segles xiii al XVII o XVIII, el títol Batxiller era el grau menor dels estudis universitaris, equivalent a l'actual diplomatura, que facultava per exercir una professió sense necessitat d'arribar als graus més grans (llicència i doctor). S'estudiava a les universitats (en les escoles menors) o a les escoles menors. És conegut pel Quixot el batxiller Sansón Carrasco.
En la llei espanyola d'abans de 1953, el batxillerat era tot l'ensenyament secundari i constava de set cursos, entre els 10 i els 17 anys, que començava amb un examen d'ingrés (als 10 anys) i acabaven en un examen d'Estat que es feia a la Universitat. Com que en aquells temps no hi havia massa estudiants (proporcionalment a l'actual, ja que l'ensenyament obligatori tenia un altre itinerari per als que no anirien a la universitat, l'ensenyament primari entre els 6 i els 14 anys) l'examen era normalment oral.
En el pla d'estudis de 1953 (del ministre Joaquín Ruiz-Giménez) es va dividir en dues parts, Batxillerat Elemental (quatre cursos entre els 10 i 14 anys) i Batxillerat Superior (dos cursos, 15 i 16 anys) ambdós amb un examen final de Revàlida (revàlida de Quart i revàlida de Sisè), que es feia en un centre oficial. El Batxillerat superior tenia dues branques: de Ciències i de Lletres.
Després de la revàlida de Sisè, hi havia un curs anomenat Preuniversitari, també amb les dues branques, que al principi era molt lògic com curs preparatori per a la Universitat, amb estudis molt extensos sobre temes molt tancats, per exemple, un any es va estudiar en literatura el Quixot i un altre, en Física, Mecànica de l'automòbil. Va fracassar precisament per les seves ambicions: molts professors de batxillerat no estaven preparats per exposar, durant tot un curs, extensament un tema que canviava cada any, i va canviar per convertir-se en un curs com els altres del Batxillerat.
La implantació en l'Ensenyament General Bàsica (EGB) en l'Espanya dels anys 70, en el seu tram superior substituint al Batxillerat Elemental, va ser un tímid intent de tornar a posar el Batxillerat més a prop dels estudis universitaris, i de treure a l'antic ensenyament primari l'estigma de ser els estudis del que mai anava a arribar a la Universitat, que feia que els estudiants d'aquest cicle gairebé tinguessin fixat el futur dels seus estudis des dels 10 anys, quan van haver de renunciar a fer l'Ingrés al Batxillerat.
En aquesta reforma, el següent tram educatiu era el Batxillerat Unificat Polivalent (BUP), que va substituir el Batxillerat superior, com l'Educació General Bàsica (EGB) va fer amb el Batxillerat elemental. Per accedir a la Universitat era necessari el Curs d'Orientació Universitària (COU), que preparava per a les Proves Accés a la Universitat (PAU) o Selectivitat, substituint a l'antic Curs preuniversitari o «Preu».
El batxillerat s'estudia en Institut Nacional de Batxillerat (INB), Institut de Batxillerat (IB) o Institut d'Ensenyament Secundari (IES), el nom varia segons els temps polítics. Des de juliol del 2009, a Catalunya es diu Institut.